# Фурів Іван Іванович
Іван Іванович Фурів (9 лютого 1936, село Грабовець, Польща, тепер Сколівського району Львівської області — 29 листопада 2003, місто Луцьк Волинської області) — український радянський діяч, секретар Волинського обкому КПУ, 1-й секретар Луцького міськкому КПУ, голова Луцького міськвиконкому.

## Біографія
Народився у селянській родині. Здобувши середню освіту, навчався у Львівському політехнічному інституті.
Після закінчення факультету нафтової та газової промисловості політехнічного інституту в 1959 році прибув на роботу у Волинську область, де працював головним інженером Луцької міжобласної контори зрідженого газу, а потім — начальником контори газового господарства «Луцькгаз». Член КПРС.
У 1964 — березні 1965 р. — начальник Волинського обласного житлового управління облкомунгоспу.
У березні 1965 — червні 1975 р. — голова виконавчого комітету Луцької міської ради депутатів трудящих Волинської області.
У 1975—1978 роках — 1-й секретар Луцького міського комітету КПУ Волинської області. Закінчив Академію суспільних наук при ЦК КПРС у Москві.
У 1981—1988 роках — голова Волинської обласної ради професійних спілок.
У грудні 1987 — квітні 1990 роках — секретар Волинського обласного комітету КПУ.
З квітня 1990 року — заступник голови виконавчого комітету Волинської обласної ради народних депутатів.
Потім — начальник Волинського обласного управління у справах захисту населення від наслідків аварії на ЧАЕС.

## Нагороди
- орден Трудового Червоного Прапора
- орден Жовтневої Революції
- орден «Знак Пошани»
- медаль «За доблесну працю. На ознаменування 100-річчя з дня народження Володимира Ілліча Леніна»
- медалі
- Почесна грамота Президії Верховної Ради Української РСР